# Holiday Collection
The Taylor Swift Holiday Collection, — рождественский мини-альбом американской певицы и автора песен Тейлор Свифт. Мини альбом изначально был выпущен 14 октября 2007 года на лейбле Big Machine Records эксклюзивно для американской сети магазинов Target. Изначально альбом был выпущен ограниченным тиражом, но был переиздан на iTunes и Amazon.com 2 декабря 2008 года и в октябре 2009 года для магазинов Target. The Taylor Swift Holiday Collection содержит в себе каверы на классические рождественские песни и две песни, написанные самой Тейлор, «Christmases When You Were Mine» и «Christmas Must Be Something More», все песни записаны в жанре кантри-поп.
Критики в основном положительно приняли альбом. Релиз был коммерчески успешен в США и достиг пика на двадцатой строчке чарта Billboard 200 и вершины чарта Top Holiday Albums.

## Предпосылки и запись
Изначально альбом был выпущен эксклюзивно для сети магазинов Target Обложкой альбома является кадр из клипа Тейлор «Teardrops on My Guitar». 6 октября 2009 года, альбом был переиздан и стал доступен для цифровой загрузки на iTunes Store и Amazon.com.
Альбом ориентирован на рождественскую музыку в жанре кантри-поп. Он состоит из кавер-версий на рождественские хиты. Тем не менее, две песни были написаны самой Свифт, это «Christmases When You Were Mine» и «Christmas Must Be Something More».

## Критический прием
| Оценки критиков       | Оценки критиков |
| Источник              | Оценка          |
| --------------------- | --------------- |
| AllMusic              | [ 7 ]           |
| CMT                   | Позитивный      |
| Country Standard Time | Позитивный      |
| Deseret News          | Позитивный      |

Мини-альбом был положительно принят критиками. Многие критики отметили, что Тейлор стоит записать полноценный студийный рождественский альбом, а не ограничиваться мини-альбомом из шести песен.

## Коммерческий прием
В неделю, заканчивающуюся 8 декабря 2007 года, The Taylor Swift Holiday Collection дебютировал на номере 88 в американском чарте Billboard 200. На следующей неделе альбом достиг своего пика на сорок шестой строчке чарта. После переиздания в 2009 году, альбом снова вошел в чарт Billboard 200 на двадцатую, пиковую для альбома позицию, он провел в чарте 24 недели. В 2007 году альбом достиг пика на восемнадцатой строчке чарта Top Country Albums и на двадцать второй строчке в чарте Top Holiday Albums, и после переиздания в 2009 году альбом достиг пика на 14 строчке в обоих чартах. В 2010 году, альбом достиг пика на первой строчке чарта Top Holiday Albums Chart. По состоянию на июль 2019 года, продажи альбома превысили 1 миллион копий.

## Продвижение
Свифт несколько раз исполняла песни из альбома в 2007 году. Все песни, за исключением «Christmas Must Be Something More» тринслировались на американских радиостанциях.

## Список композиций
Все треки спродюсировал Nathan Chapman.
| №                   | Название                           | Автор(ы)                                        | Длительность |
| ------------------- | ---------------------------------- | ----------------------------------------------- | ------------ |
| 1.                  | «Last Christmas»                   | George Michael                                  | 3:28         |
| 2.                  | «Christmases When You Were Mine»   | Taylor Swift Liz Rose Chapman                   | 3:06         |
| 3.                  | «Santa Baby»                       | Joan Ellen Javits Philip Springer Tony Springer | 2:41         |
| 4.                  | «Silent Night»                     | Joseph Mohr Franz Xaver Gruber                  | 3:32         |
| 5.                  | «Christmas Must Be Something More» | Swift                                           | 3:52         |
| 6.                  | «White Christmas»                  | Irving Berlin                                   | 2:34         |
| Общая длительность: | Общая длительность:                | Общая длительность:                             | 19:15        |

## Позиции в чартах
| Чарт (2007—2011)                   | Высшая позиция |
| ---------------------------------- | -------------- |
| США (Billboard 200)                | 20             |
| США (Billboard Top Country Albums) | 14             |
| США (Billboard Top Holiday Albums) | 1              |

| Чарт (2010)      | Позиция |
| ---------------- | ------- |
| US Billboard 200 | 70      |
| Чарт (2011)      | Позиция |
| US Billboard 200 | 193     |

## Сертификации
| Регион     | Сертификация | Продажи   |
| ---------- | ------------ | --------- |
| США (RIAA) | Платиновый   | 1,080,000 |